# Ерос
 Тази статия е за древногръцкия бог Ерос.  За  психоаналитичното понятие Ерос вижте Ерос (психоанализа).  
Ерос в древногръцката митология е бог на любовта, страстта и секса и затова често е свързван с Афродита. Той също е честван и като божество на плодородието. Името му (Ерос) е корен на често използвани днес думи като еротика и др. Негов римски еквивалент е Купидон (желание) също познат като Амур (любов). Както и Дионис, Ерос също понякога е наричан Елефтер (Освободителя).
Ерос бил първичен бог, отговорен за похотта, любовта и секса. Неговата статуя можела да бъде намерена в палестрите, едно от главните места за мъжете, където общували с любимите си, и на него спартанците принасяли жертви преди битка.

## Представи за Ерос
В цялото гръцко мислене се откриват две страни на идеите за Ерос: в първата той е прастаро божество, което въплъщава не само силата на еротичната любов, но също така и креативния порив на вечнотечащата природа, първородната светлина, която е отговорна за идването на живота и подреждането на всички неща в космоса. В Теогония на Хезиод, най-известният гръцки мит за сътворението, Ерос се появил от първичния Хаос заедно с Гея – Земята – и Тартар – подземния свят. Според пиесата на Аристофан Птиците той се появил от яйце, снесено от Нощта, заченала от Тъмнината. В Елевзинските мистерии, той бил почитан като „Протогон“ – Първородният.
По-късно през Античността Ерос станал син на Афродита и Арес или Хефест или на Портус и Пения, или понякога на Ирида и Зефир; този Ерос бил придружител на Афродита, обуздаващ първичната сила на любовта и насочващ я към смъртните, подходяща роля по въпроса за съюза между „Любов“ и „Война“ („Огън“). В някои митове той е описван като игрив, непрекъснато причиняващ беди за богове и смъртни; в други той е грижлив по отношение на силата, която владее, понякога отказващ на молбите на майка си и други богове да се намесва в посоката на живота на някои смъртни. В някои версии той има братя, наречени Антерос – въплъщение на несподелената любов – и Химерос – въплъщение на страстната любов.
В изкуството Ерос обикновено бил изобразяван като голо крилато момче или бебе (въпреки че това е свързвано повече с Купидон от римската митология). За древните гърци той бил млад мъж (или юноша) със своите лък и стрели в ръка. Ерос имал два вида стрели: едните били златни с гълъбови пера, които причинявали незабавна любов, а другите били оловни с пера на сова, които причинявали безразличие. Ерос е възприеман и като безскрупулен, пакостлив, чаровен. В неговата древна идентификация с Протогон и Пан той бил украсяван, представян като бик, змия, лъв и с глава на овен. Понякога е показван сляп или с превързани очи.
Култът към Ерос не бил често срещан в ранна Гърция, но накрая станал широко разпространен. Той бил ревностно почитан в култ към плодородието в Теспия и играел важна роля в Елевзинските мистерии. В Атина той делял много популярен култ с Афродита и четвъртият ден от всеки месец бил посветен на него.

## Митове, свързани с Ерос
Ерос, ядосан на Аполон, задето се шегувал с неговите умения да стреля, го накарал да се влюби в нимфата Дафне, дъщеря на Ладон, която го презирала. Дафне помолила речния бог Пиний да ѝ помогне и била превърната в лаврово дърво, което станало свещено за Аполон.
Историята за Ерос и Психея има дълга традиция като народна приказка в древния гръко-римски свят преди да бъде записана. Първо видяна в латинската новела на Апулей „Златното магаре“, тя е очевидна и интересна смесица от характерни роли. Самата новела е в римски стил, все още Психея и Афродита задържат своите гръцки роли. Само ролята на Ерос/Купидон запазва частта си от римския пантеон.
Историята е разказана като отклонение и структурен паралел към главната линия на новелата на Апулей. Тя предава борбата за любов и доверие между Купидон и Психея, чието име е трудно да се преведе подходящо, защото то надминава и гръцкия, и латинския език, но може да се приеме, че означава „душа“. Афродита завиждала на красотата на смъртната Психея, когато мъжете напускали нейните жертвеници, за да почитат обикновена човешка жена, и затова заповядала на сина си Купидон да накара Психея да се влюби в най-грозното същество на Земята. Той се съгласил да угоди на желанията на майка си, но виждайки красотата на Психея, сам се влюбил в нея. Посещавал я всяка нощ, но се направил на невидим, казвайки ѝ да не осветява спалнята си. Психея се влюбила в Купидон, въпреки че не можела да го види, докато една нощ любопитството не надделяло. Тя скрила лампа и докато той спял, запалила лампата, разкривайки идентичността му. Но капка горещо масло паднала от лампата, събуждайки бога. Друг вариант на мита казва, че техният крехък мир бил съсипан от посещение на завистливите сестри на Психея, които я накарали да разкрие самоличността му. Наранен, Купидон си тръгнал от жена си и Психея скитала по Земята, търсейки първата си любов. За да възвърне доверието и любовта, които тя отхвърлила, Психея трябвало да изпълни три задачи, едната от които искала слизане в подземния свят. Приемайки помощта на природата, тя успява и е приета в пантеона на боговете като безсмъртна и се помирява със свекърва си.
Накрая тя ражда дъщеря на Купидон, Волупта, чието име означава „удоволствие“. Посещението на Психея и връщането ѝ от подземния свят я направило обект на вярване, като Дионис и Персефона. Тя била обект на някои тайни религии и понякога била споменавана във връзка с популярните Елевзински мистерии.